# Гаянщина
Гаянщина — деревня в Выскатском сельском поселении Сланцевского района Ленинградской области.

## История
Деревни Большая Гаяншина и Малая Гаяншина упоминаются на карте Санкт-Петербургской губернии Ф. Ф. Шуберта 1834 года.

ГОЯНЩИНА — деревня принадлежит господом Харламовым, число жителей по ревизии: 34 м. п., 40 ж. п. (1838 год)

Как деревни Большая и Малая Гаяншина они отмечены на карте профессора С. С. Куторги 1852 года.

ГОЯНЩИНА — деревня Павловского городового правления, по просёлочной дороге, число дворов — 12, число душ — 48 м. п.

ГОЯНЩИНА — деревня господ наследников Харламовых, по просёлочной дороге, число дворов — 9, число душ — 38 м. п. (1856 год)

ГАЯНЩИНА БОЛЬШАЯ — деревня Павловского городового правления при колодце, число дворов — 13, число жителей: 48 м. п., 50 ж. п.; Часовня православная;

ГАЯНЩИНА МАЛАЯ — деревня владельческая при речке безымянной, число дворов — 9, число жителей: 43 м. п., 37 ж. п. (1862 год) 

В XIX — начале XX века деревня административно относилась к Выскатской волости 1-го земского участка 1-го стана Гдовского уезда Санкт-Петербургской губернии.
Согласно Памятной книжке Санкт-Петербургской губернии 1905 года деревня называлась Гоянщина и входила в Пантелейковское сельское общество.

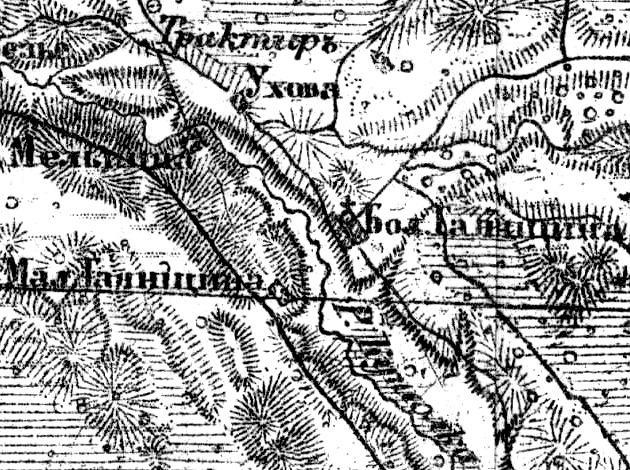
Деревня Гаянщина на карте 1919 года

Согласно карте Петроградской и Эстляндской губерний 1919 года деревня состояла из двух частей: Большая Гаянщина на правом берегу реки Кушолки, в деревне находилась деревянная часовня и Малая Гаянщина на левом.
В 1917 году Большая Гаянщина и Малая Гаянщина входили в состав Константиновской волости Гдовского уезда.
С 1917 по 1924 год, в составе Лосевогорского сельсовета Доложской волости.
В 1924 году, в составе Пантелейковского сельсовета Выскатской волости.
С 1925 по 1926 год, в составе Заручьёвского сельсовета Доложской волости.
С 1926 по 1927 год, вновь в составе Лосевогорского сельсовета.
С 1927 года, в составе Рудненского района.
С 1928 года, в составе Савиновщинского сельсовета. В 1928 году население деревни составляло 207 человек.
По данным 1933 года Большая Гаянщина и Малая Гаянщина входили в состав Савиновщинского сельсовета Рудненского района. С августа 1933 года, в составе Гдовского района.
С января 1941 года, в составе Сланцевского района.
С 1 августа 1941 года по 31 января 1944 года, германская оккупация.
С 1954 года, в составе Выскатского сельсовета.
С 1963 года, в составе Кингисеппского района.
По состоянию на 1 августа 1965 года деревня Гаянщина входила в состав Выскатского сельсовета Кингисеппского района. С ноября 1965 года, вновь в составе Сланцевского района. В 1965 году население деревни составляло 23 человека.
По данным 1973 и 1990 годов деревня Гаянщина входила в состав Выскатского сельсовета Сланцевского района.
В 1997 году в деревне Гаянщина Выскатской волости постоянного населения не было, в 2002 году проживал 1 человек (русский).
В 2007 и 2010 годах в деревне Гаянщина Выскатского СП проживали 3 человека в 2011 году — 6, в 2012 году — 8, в 2013 и 2014 годах — 7 человек.

## География
Деревня расположена в южной части района близ автодороги 41К-188 (Гостицы — Большая Пустомержа).
Расстояние до административного центра поселения — 12 км.
Расстояние до ближайшей железнодорожной платформы Сланцы — 35 км.
К югу от деревни протекает Грязный ручей.

## Демография
| 1862 | 2007 | 2010 | 2017 |
| ---- | ---- | ---- | ---- |
| 5098 | ↘3   | →3   | ↗11  |

## Инфраструктура
На 2014 год в деревне было зарегистрировано три домохозяйства.